# Отори Кеисуке
Отори Кеисуке (大鳥 圭介, 14. април 1833 — Козу , 15. јун 1911.) био је јапански самурај, војни вођа и дипломата.

## Биографија

### Младост и образовање
Отори Кеисуке је рођен у селу Акамацу, области Ако у Харима провинцији (данашњи Хјого) као син лекара Кобајашија Наосукеа. У раним годинама образовање је стекао у школи Шизутани у провинцији Бизен где је изучавао кинеске класичне науке да би касније наставио своје образовање у рангаку школи Огате Коана, где учи холандски и медицину. Нешто касније одлази у Едо, где приступа школи Цубоија Тадамасуа где између осталог од Егаве Тарозамона стиче знање из војне стратегије али похађа и часове енглеског који води Накахама Манџиро, на тај начин добивши у оно време изузетно ретко знање из западне културе. Захваљујући томе, 1859. године га шогунат поставља на место инструктора „Каисеиџо“ института преко које ће Отори доспети у војску шогуната.

### Период у војсци шогуната
Након што је ушао у армију под контролом Токугава династије, Отори се позитивно истакао на позицији старијег инструктора у пешадијској тактици. Након што је једно време учио под француским саветником Жилом Бринеом у Јокохами са којим се упознао са француском тактиком ратовања, промовисан је у пешадијског магистрата (歩兵奉行 Hohei bugyō), који је тад био чин који би у данашњој војсци представљао чин генерала са четири звездице. 
Отори је своју репутацију као угледан познавалац западних студија користио да би посаветовао шогуна о будућим реформама у влади. Године 1864. написао је писмо у коме исказује своје виђење добробита бикамерализма и другачијег организовања владе. На својој позицији у војсци успева да створи елитну јединицу Деншутаи, која је прављена по моделу и саветима француских официра, а састојала се од 800 људи који су бирани не по класи већ по могућностима. 

### Бошин рат
Након пораза у првој бици рата, битком на Тоба-Фушими, Токугава Јошинобу се враћа у Едо намеравајући да прихвати дату ситуацију и обавеже се на верност новој меиџи влади што добар део његове војске није прихватио. Отори и Огури Тадамаса нису желели да се предају после ове борбе па су окупили око 500 људи бившег шогуната у Хоон-џи храму у Акуси и напустили Едо. Након што су стигли у Ичикаву, придружили су се Хиџикати Тошизоу из Шинсенгумија, Акизукију Тоносукеу из области Аизу, Тацумију Наофумију из Куване и другим снагама чиме су проширили своју војску на око 2000 људи. Након што је поделио пешадију у три групе, наредио је напад. Једној групи је наређено да оде за Нико где је победила царску армију која је ишла за Којаму у провинцији Шимоцуке. Друга јединица под вођством Хиџикате такође је победила снаге царске војске код замка Уцуномија наставивши даље ка осавајањем. 
Након што су стигли до Аизу-Вакамацуа, Оторијевим људима је било наређено да бране одступницу западном прилазу места. У потрази за појачањем Отори тражи од Мацудаире Катаморија да мобилише сељаке из оближњих села али се тај план завршио неуспехом. Током борби, иако су остали једно време у близини Вакамацуа, били су принуђени да се повуку пред надзирућом непријатељском војском све до града Сендаја где се придружују Еномоту Такеакију, који долази у луку Мацушима са шест бродова бившег шогуната. Укрцавајући се на ове бродове, војска одлази за Хакодате на острво Езо (данашњи Хокаидо).
По доласку у Хакодате успоставља се нова држава, Република Езо и у свом покушају да први пут организују демократске изборе гласовима већине бирају Еномота за председника док је Отори изгласан да буде министар војске. Међутим имајући у виду да је његово ратничко искуство искључиво теоријско и да Хиџиката Тошизо који је изабран као његов заменик имао више практичног искуства, давало је негативан одзив међу војницима. Отори је имао лошу репутацију међу подређенима јер је често имао чудне испаде у јавности, као и тендецију да се напрасно насмеје и каже „Mata maketa yo!“ ("Ох, опет сам изгубио!") што су му људи често замерали јер је било лоше за морал.
Током битке за Хакодате када су царске снаге окупирале замак „Горјокаку“, Еномото Такеаки је као самурај желео да погине у борби али га је Отори одговорио од тога говорећи „ако желиш да умреш то можеш урадити у сваком тренутку“. 
Отори је заробљен и притворен у токијском затвору у згради коју је, иронично, помогао да се изгради за потребе смештаја пешадијске војске. 

### После рата
Док је био у затвору, Отори је наставио да користи своје знање о западној култури чије су бенифиције имали његове колеге затвореници. Судећи по анегдотама о његовим затворским данима, Отори је успео, не само да промени лоше навике управника затвора већ и да направи својствени парламентарни систем међу притвореницима. 
Након свог пуштања 1872. године, Отори је пристао да ради за нову меиџи владу учествујући у новој расподели земљишта да би 1886. постао председник „Гакушин“ школе за племиће. Три године након тога постаје амбасадор у Кини а затим и у Кореји да би нешто касније имао удела у политици током избајања Првог кинеско-јапанског рата. 
Отори је такође учествовао у напорима да се очува историја. Почетком 1898, помагао је у уређивању и објави часописа „Кју Бакуфу“ која је била посвећена чувању и бележењем сећања људи бившег шогуната. Такође је допринео у изградњи споменика за погинуле у борбама у Хакодатеу. 
Отори Кеисуке је умро од рака једњака два месеца пре његовог 78 рођендана. 